# سلقطة
سلقطة إحدى قرى الجمهورية التونسية، تقع في معتمدية قصور الساف من ولاية المهدية. تستمد قرية سلقطة اسمها العربي من اسمها اللاتيني القديم سُلاَّكْتُومْ Sullecthum أي المكان المبارك (سميت بذلك نظرا لشاطئها الجميل).

### مواضيع ذات علاقة
- ولاية المهدية.
- معتمدية قصور الساف.